# Lill-Tjäresjön
Lill-Tjäresjön är en sjö i Sundsvalls kommun i Medelpad och ingår i Indalsälvens huvudavrinningsområde. Sjön har en area på 0,388 kvadratkilometer och ligger 346,9 meter över havet. Sjön avvattnas av vattendraget Ljustorpsån (Återvänningsån).

## Delavrinningsområde
Lill-Tjäresjön ingår i det delavrinningsområde (697027-156439) som SMHI kallar för Utloppet av Stor-Tjäresjön. Medelhöjden är 365 meter över havet och ytan är 13,73 kvadratkilometer. Det finns inga avrinningsområden uppströms utan avrinningsområdet är högsta punkten. Ljustorpsån (Återvänningsån) som avvattnar avrinningsområdet har biflödesordning 2, vilket innebär att vattnet flödar genom totalt 2 vattendrag innan det når havet efter 73 kilometer. Avrinningsområdet består mestadels av skog (56 procent) och sankmarker (34 procent). Avrinningsområdet har 1,22 kvadratkilometer vattenytor vilket ger det en sjöprocent på 8,9 procent.